# Бальковица
Бальковица (серб. Баљковица, босн. Baljkovica) — населённый пункт (деревня), часть которого расположена в общине Зворник, которая принадлежит энтитету Республике Сербской; а часть расположена в общине Сапна Федерации Боснии и Герцеговины. По результатам югославской переписи населения 1991 года в Бальковице проживало 595 человек.

## Население
В населении деревни преобладают сербы, также имеется значительное мусульманское (боснийское) меньшинство.
| 1961                           | 1971 | 1981 | 1991 | - | - | - |
| ------------------------------ | ---- | ---- | ---- | - | - | - |
| 602                            | 572  | 629  | 595  | - | - | - |
| Гистограмма динамики населения |      |      |      |   |   |   |

### Национальный состав населения
на 1991 год:
- сербы — 451 человек (75,98 %);
- хорваты — 2 человека (0,34 %);
- мусульмане — 141 человек (23,70 %);
- югославы — 0 человек (0,00 %);
- другие и неизвестно — 1 человек (0,17 %).